# Фирсановское шоссе
Фирса́новское шоссе́ — шоссе в Зеленоградском административном округе города Москвы и городском поселении Солнечногорск Московской области.

## Описание
Шоссе, являясь продолжением Зеленоградской улицы в деревне Елино городского поселения Солнечногорск, соединяет Ленинградское шоссе с микрорайоном города Химки Московской области — Фирсановкой. Проходит по территории городского поселения Солнечногорск, района Савёлки Зеленоградского административного округа, затем переходит в Шоссейную улицу микрорайона Фирсановка.
Справа примыкает Сосновая аллея, слева — проезд 5500.

## Происхождение названия
Шоссе названо в честь конечного пункта — дачного поселка Фирсановка (ныне микрорайона городского округа Химки).

## Транспорт
- На участке от Ленинградского шоссе до Сосновой аллеи Зеленограда (остановки «Автобусный парк» (по требованию), «СТО ВАЗ») проходит маршрут автобусов № 1, 2.
- На участке от Сосновой аллеи о границы города Москвы (Зеленоградский административный округ) с микрорайоном Фирсановка городского округа Химки Московской области (остановки «Кинологический центр», «Река Сходня», «Деревня Назарьево») — № 7, 27. Остановка «Деревня Назарьево» является конечной для городского автобусного маршрута № 27.